# Wilfrid Dixon
Wilfrid Joseph Dixon (13 décembre 1915 – 20 septembre 2008) est un mathématicien et statisticien américain. Il apporte des contributions notables à la statistique non paramétrique, à l'éducation statistique et à la conception expérimentale.

## Biographie
Originaire de Portland, Oregon, Dixon obtient un baccalauréat en mathématiques de l'Université d'État de l'Oregon en 1938. Il poursuit ses études supérieures à l'Université du Wisconsin à Madison, où il obtient une maîtrise en 1939. Sous la supervision de Samuel Wilks, il obtient ensuite un doctorat en statistiques mathématiques de Princeton en 1944. Pendant la Seconde Guerre mondiale, il est analyste des opérations à Guam.
Dixon fait partie des facultés de l'Oklahoma (1942-1943), de l'Oregon (1946-1955) et de l'Université de Californie à Los Angeles (1955-1986, puis émérite). Pendant son séjour dans l'Oregon, Dixon (avec AM Mood) décrit et fournit des méthodes théoriques et d'estimation pour la conception expérimentale adaptative Up-and-Down, qui est nouvelle et mal documentée à l'époque. Cet article devient la publication fondamentale de up-and-down, une famille de conceptions utilisées dans de nombreux domaines scientifiques, techniques et médicaux, et à laquelle Dixon continue à contribuer au cours des années suivantes. En 1951, Dixon, en collaboration avec Frank Massey, publie un manuel de statistiques - le premier manuel de ce type destiné à un public non mathématique. En 1955, il est élu membre de l'American Statistical Association.
Dans les années 1960 à l'UCLA, Dixon développe BMDP, un progiciel statistique pour les analyses biomédicales.
Sa fille, Janet D. Elashoff, est également une statisticienne qui est membre du corps professoral de l'UCLA et boursière de l'ASA en 1978. En décembre 2008, elle finance le prix WJ Dixon d'excellence en conseil statistique de l'American Statistical Association en son honneur.